# Thomas L'Affichard
Thomas L'Affichard ou Thomas Laffichard est un écrivain français né à Pleyber-Christ dans le Finistère en 1698 et mort à Paris en 1753 ; il a écrit des romans, des nouvelles et des pièces de théâtre.

## Biographie
Thomas l'Affichard a fait toute sa carrière à Paris. Il est souffleur à la Comédie-Italienne. Il publie des romans et fait représenter de nombreuses pièces de théâtre, écrites soit seul, soit en collaboration avec François-Charles Panard, Pierre Gallet, Jean-Antoine Romagnesi ou Valois Dorville. Ces pièces ont été représentées au Théâtre-Français, au Théâtre-Italien, à l’Opéra-Comique ; certaines ont été représentées en théâtre de marionnettes.
Ses œuvres sont rapidement oubliées et ne jouissaient pas d’une fort grande estime de son temps, si l’on en juge par cette épigramme :
Quand l’afficheur afficha L’Affichard,

L’afficheur afficha le poète sans art.

## Œuvres

### Romans
- Le Songe de Clydamis, 1732 ;
- Le Voyage interrompu, 1737 ;
- Les Caprices romanesques, 1745.

Dans L'Amour chez les philosophes. Ou Mémoires du marquis de ***, publié en 1748, Thomas l'Affichard justifie le terme « roman » en rappelant son origine linguistique et en réfutant le reproche de « romanesque » et donc de mensonge et d'invraisemblance qui lui est attaché : 
« Tout le monde sait que le nom de roman, que l'on donne aujourd'hui à tous les livres qui traitent d'aventures, ne leur a point été  accordé pour les mensonges ; au contraire, ils ne l'ont retenu que parce qu'ils sont nés dans un temps où la langue vulgaire et dans laquelle ils sont écrits, se nommait communément romance, c'est-à-dire française ».

### Théâtre
La pièce Les acteurs déplacés ou L'amant comédien, représentée en 1735, se déroule en partie à la Comédie-Française ; c'est « à la fois une satire piquante de l'institution et une démonstration convaincante de toutes les possibilités de l'art du comédien » ; elle met en scène plusieurs sociétaires sous leur propre nom : François-Arnould Poisson, Montmény, Fierville, François Liard dit Fleury, Catherine Dangeville, Grandval et du Boccage : sous la contrainte de pressions économiques, ils sont contraints de jouer à contre-emploi (Poisson, spécialiste des rôles comiques, joue le rôle tragique de Ménélas ; mademoiselle Dangeville qui a 59 ans incarne une jeune première, Montmény, spécialiste des rôles de paysans, joue celui de Léda, mère d'Hélène ...) et d'incarner plusieurs personnages différents successivement.
Un certain nombre de ses pièces ont été réunies et publiées sous le titre Théâtre de L’Affichard, 1746, avec une réédition augmentée en 1768.